# Celleporaria aperta
Celleporaria aperta is een mosdiertjessoort uit de familie van de Lepraliellidae. De wetenschappelijke naam van de soort is voor het eerst geldig gepubliceerd in 1882 door Hincks.